# Walborg Lagerwall
Walborg Concordia Maria Lagerwall, född 18 augusti 1851 i Österhaninge, död 3 december 1940 i Engelbrekts församling i Stockholm, var en svensk violoncellist och pianist.

## Biografi
Walborg Lagerwall var elev vid Stockholms musikkonservatorium 1872–1874, och turnerade i Skandinavien 1879–1883. Hon var violoncellist i "Damtrion" 1881–1883 tillsammans med Hilma Åberg och Hilma Lindberg, och vid Operan 1884–1889.

## Fotnoter
1. 1 2 3 4  Sveriges dödbok 1815–2022, nionde utgåvan, Sveriges Släktforskarförbund, december 2023.[källa från Wikidata]
2. ↑  Sveriges dödbok 1815–2022, nionde utgåvan, Sveriges Släktforskarförbund, december 2023, Lagerwall, Walborg Concordia Marie
(1851-08-18)
DB, FL?
3. ↑  Lagerwall, Walborg i Vem var det? (1944)
4. ↑  Volker Timmermann, Art. "Lagervall, Valborg". In: Lexikon "Europäische Instrumentalistinnen des 18. und 19. Jahrhunderts", hrsg. von Freia Hoffmann, 2012.
5. ↑  Walborg Concordia Maria Lagerwall i Adolf Lindgren och Nils Personne, Svenskt porträttgalleri (1897), volym XXI. Tonkonstnärer och sceniska artister